# 噶玛寺
噶玛寺，全称“噶玛丹萨寺”，位于中国西藏自治区昌都地区昌都县嘎玛乡，是噶玛噶举派的早期祖寺。

## 历史
噶玛寺位于昌都县扎曲河上游约120公里的嘎玛乡白西山麓，始建于1147年。建成后，依地名“噶玛”（又译“嘎玛”）而取名“噶玛寺”。噶玛寺由塔布噶举派创始人塔布拉杰·索南仁钦（1079年－1153年）的弟子都松钦巴（1110年－1193年，噶玛噶举派创始人）创建的。1147年（藏历第三绕迥之火兔年），都松钦巴在昌都噶玛地方兴建了噶玛寺，此后形成的噶玛噶举派也因此而得名。建寺时间还有1185年之说，据《洛绒史籍》记载，噶玛寺是由都松钦巴于其75岁的藏历蛇年（即1185年）兴建。后来，都松钦巴又于1187年在前藏堆龙地方兴建了楚布寺。噶玛寺与楚布寺并称康、藏的两大祖寺。
后来，楚布寺成为噶玛噶举派的中心。但是噶玛寺仍然十分重要，历世噶玛巴坐床前后必须到噶玛寺朝佛讲经，噶玛噶举派信徒也多以朝拜噶玛寺为终生幸事。
噶玛寺是藏传佛教史上开创活佛转世系统的第一座寺院（第一个活佛转世系统噶玛巴便起自噶玛寺创建人都松钦巴），对藏传佛教采用活佛转世制度影响很大。噶玛寺起初有许多活佛世系，其中最知名的为黑帽系（噶玛巴）和红帽系（夏玛巴）。黑帽系活佛大多主持过噶玛寺教务。第一世黑帽系活佛即都松钦巴，是噶玛寺的创建人；第二世为噶玛拔希；第五世为得银协巴，曾六次到噶玛寺讲经。黑帽系和红帽系活佛与中国中央王朝均有过密切联系，并由此获得极大发展。

## 建筑
噶玛寺的建筑是由藏族、汉族、纳西族、尼婆（今尼泊尔）工匠设计建造，故别具特色。噶玛寺的建筑由五部分组成：
1. 主建筑：大佛殿、大经堂。大佛殿高三层，石木结构，屋顶为汉式，单檐歇山式，屋面覆琉璃瓦，屋檐为斗拱随托，藏族、汉族、纳西族工匠分别设计建造了具有各自民族特点的屋檐。殿内供奉一尊17米高的弥勒佛，为噶玛拔希在世时塑造。大经堂按照藏族平顶式设计。大佛堂、大经堂四周，绘有噶玛噶举画派的壁画。[2]
2. 灵塔：都松钦巴、司徒·仲贡仁青、克巴·旺格多杰、噶玛拔希等四座灵塔，代表了藏传佛教早期灵塔的几种不同样式。[2]
3. 辩经场。据说这里是噶玛拔希从中国内地回到西藏后，首次戴上蒙哥汗赐予的金边黑帽讲经之所。[2]
4. 护法神殿：为三层楼。被毁后尚未修复。[2]
5. 僧舍：位于寺院周围。[2]

以上建筑除护法神殿被毁之外，其余基本保存较好。